# Albanese Supercup
De Albanese Supercup is de openingswedstrijd van het Albanese voetbalseizoen.
In deze wedstrijd spelen de landskampioen en de bekerwinnaar tegen elkaar. De Supercup wordt sinds 1989 georganiseerd. Als zowel de landstitel als de beker door dezelfde ploeg gewonnen zijn vindt de Supercup niet plaats.

## Edities
| Jaar | Winnaar             | Uitslag    | Finalist            | Opmerking                                                    |
| ---- | ------------------- | ---------- | ------------------- | ------------------------------------------------------------ |
| 1989 | Dinamo Tirana       | 2–0        | SK Tirana           |                                                              |
| 1990 | KS Flamurtari Vlorë | 3–3        | Dinamo Tirana       | KS Flamurtari Vlorë wint de strafschoppenreeks met 5–4       |
| 1991 | KS Flamurtari Vlorë | 1–0        | Partizan Tirana     |                                                              |
| 1992 | KS Elbasani         | 3–2 (n.v.) | KS Vllaznia Shkodër |                                                              |
| 1993 |                     |            |                     | Niet gehouden, Partizan Tirana landskampioen en bekerwinnaar |
| 1994 | SK Tirana           | 1–0        | KS Teuta Durrës     |                                                              |
| 1995 | SK Tirana           |            | KS Teuta Durrës     | Niet gespeeld                                                |
| 1996 |                     |            |                     | Niet gehouden, SK Tirana landskampioen en bekerwinnaar       |
| 1997 | SK Tirana           |            | Partizan Tirana     | Niet gespeeld                                                |
| 1998 | KS Vllaznia Shkodër | 1–1 (n.v.) | Apolonia Fier       | KS Vllaznia Shkodër wint de strafschoppenreeks met 5–4       |
| 1999 |                     |            |                     | Niet gehouden, SK Tirana landskampioen en bekerwinnaar       |
| 2000 | SK Tirana           | 1–0        | KS Teuta Durrës     |                                                              |
| 2001 | KS Vllaznia Shkodër | 2–1        | SK Tirana           |                                                              |
| 2002 | SK Tirana           | 6–0        | Dinamo Tirana       |                                                              |
| 2003 | SK Tirana           | 3–0        | Dinamo Tirana       |                                                              |
| 2004 | Partizan Tirana     | 2–0        | SK Tirana           |                                                              |
| 2005 | SK Tirana           | 0–0 (n.v.) | KS Teuta Durrës     | SK Tirana wint de strafschoppenreeks met 5–4                 |
| 2006 | SK Tirana           | 2–0        | KS Elbasani         |                                                              |
| 2007 | SK Tirana           | 4–2        | KS Besa Kavajë      |                                                              |
| 2008 | Dinamo Tirana       | 2–0        | KS Vllaznia Shkodër |                                                              |
| 2009 | SK Tirana           | 1–0        | KS Flamurtari Vlorë |                                                              |
| 2010 | KS Besa Kavajë      | 3–1        | Dinamo Tirana       |                                                              |
| 2011 | SK Tirana           | 1–0        | Skënderbeu Korçë    |                                                              |
| 2012 | SK Tirana           | 2–1        | Skënderbeu Korçë    |                                                              |
| 2013 | Skënderbeu Korçë    | 1–1 (n.v.) | KF Laçi             | Skënderbeu Korçë wint de strafschoppenreeks met 4–3          |
| 2014 | Skënderbeu Korçë    | 1–0        | Flamurtari Vlorë    |                                                              |
| 2015 | KF Laçi             | 2–2 (n.v.) | Skënderbeu Korçë    | KF Laçi wint de strafschoppenreeks met 8–7                   |
| 2016 | KF Kukësi           | 3–1        | Skënderbeu Korçë    |                                                              |
| 2017 | KF Tirana           | 1–0        | KF Kukësi           |                                                              |
| 2018 | Skënderbeu Korçë    | 3-2        | KF Laçi             |                                                              |
| 2019 | Partizan Tirana     | 4-2 (n.v.) | KF Kukësi           |                                                              |

Albanese voetbalbond · Albanees voetbalelftal (mannen) · Albanees voetbalelftal (vrouwen)
Mannen
Kategoria Superiore · Kategoria e Parë · Kategoria e Dytë · Kategoria e Tretë · Albanese amateurdivisies
Albanese voetbalbeker · Supercup
 Vrouwen
Kampionati Kombëtar i Futbollit për Femra